# Shakespeare Színművészeti Akadémia
A Shakespeare Színművészeti Akadémia magyar színművészeti oktatási-képzési intézmény, budapesti székhellyel. Az akadémia hároméves képzést nyújt a színművészet iránt érdeklődő fiatalok számára, melynek végén oklevelet biztosít az azt teljesített akadémistáknak, az oklevél OKJ-s színész és filmszínész képesítés igazolásának felel meg.

## Működése
A Shakespeare Színművészeti Akadémia akkreditált színházi- és filmszínész képzést kínál, a hároméves, nappali tagozatos kurzusra érettségizett fiatalok jelentkezhetnek, alapesetben 22 éves korig, indokolt esetben azonban az akadémia a korhatár betartásától el is tekinthet. A hagyományos főiskolai vagy egyetemi képzésekhez hasonlóan minden féléves tanulmányi szakaszt elméleti és gyakorlati vizsgák zárnak, a hatodik szemeszter záróvizsgái után pedig az azokat teljesített hallgatók színész oklevelet kapnak, amely egyenértékű az országos képzési jegyzékben szereplő színházi és filmszínész képesítéssel.
Az akadémia színészképzésén elméleti és gyakorlati tárgyak is szerepelnek, az előbbiek között szerepel többek között színház- és drámatörténet, dramaturgia, művelődéstörténet, illetve jelmez-és viselettörténet, míg a gyakorlati tárgyak között ének- és hangképzés, művészi beszéd, tánc, vívás, akrobatika, színészmesterség, szinkronszínész-képzés és több más tantárgy is található.

## Története
A Shakespeare Színművészeti Akadémia az 1984-ben alakult Harlekin Gyermekszínház keretei közül kifejlődve jött létre, miután a gyermekszínházat életre hívó Lojkó Lakatos József filmrendező – az akadémia jelenlegi igazgatója – hosszú időn keresztül fáradozott azon, hogy megteremtsen egy olyan színészképző iskolát, „ahol a megfontolt, alapos és mindenképpen alázattal végzett munka – mind a tanulók, mind pedig a tanárok részéről – »gyümölcseként« ismét egy olyan erős drámai színésznemzedék »születhet«, mint a »régi szép időkben«.”
Az intézmény hivatalos alapítási dátuma 2000, az első végzett évfolyam 2002-ben hagyta el az erzsébetvárosi Rottenbiller utcában található képezde falait.

## Tanárai
Az akadémia tanári karának jelenlegi és korábbi tagjai – a teljesség igénye nélkül – Csiszár Imre, Dávid Zsuzsa, Esztergályos Károly, dr. Horváth Péter, Molnár György, Silló Sándor, Szőke István és Telihay Péter színházi rendezők, Balogh Zsolt és Málnay Levente filmrendezők, Fábián László író, művészettörténész, Kovács Gábor Dénes drámatörténész, Szakály György, Gyöngyösi Tamás és Papp Csaba tánc- és mozgásművészek, Lőkös Ildikó dramaturg, Dőry Virág viseletkutató, Gombár Judit színpadi látványtervező, Gencsy Sári és Komarniczki Zita, Hruby Edit operaénekesek, továbbá Andai Kati, Bánfalvy Ágnes, Barát Attila, Borbás Gabi, Igó Éva, Kishonti Ildikó, Medgyesi Mária,. Mihályi Győző, Miklósi Anna, Őze Áron, Pécsi Ildikó, Pálos Zsuzsa, Pásztor Edina, Schlanger András, Tímár Éva és Tordai Teri színművészek.

## Egykori és jelenlegi diákjai

### Az egyes évfolyamok diákjai, a végzés évével

#### 2002
Bacsó Bella, Balázs Andrea, Balogh Ferenc, Barna Beáta, Borbély János, Csengeri Gábor, Ehárt Katalin, Gyurk Adrienn, Hadarits Kristóf, Haik Viktória, Horváth András, Horváth Nóra, Ivanova Anna, Jakus Szilvia, Katz Petra, Keczán Norbert, Kiss Zsuzsa, Kohl Piroska, Korán Ildikó, Lapis Erika, Majbo Adrienn, Martin Adél, Máté Krisztián, Mészáros László, Merényi Ákos, Miskovics Róbert, Modor Miltiádész, Mohosi Balázs, Molnár Zsuzsa, Mucsa Angéla, Munkácsi Gábor, Nagy Csaba, Nagy Szabó Edit, Papp Zoltán, Pásztor Tibor, Pinczés Attila, Rácz Róbert, Réti Barnabás, Siket Mónika, Sipos Csaba, Szegő Katalin, Sztanik Attila, Tizedes Anita, Tóth Imola, Tóth Zsolt.

#### 2003
Balogh Amanda, Bárány Virág, Baumstark Éva, Bódi Barbara, Cser Melinda, Farkas Gergő, Fekete Gábor, Franczúz Erika, Frida Mercedes, Futó Ákos, Gyűrű Valéria, Halász Melinda, Horváth Eszter, Juhász Diána, Komor Bettina, Matyasovszky Beáta, Mohosi Balázs, Nagy Zsófia, Novák Gabriella, Pinczés Attila, Remetehegyi Ildikó, Réti Barnabás, Simon M. Edina, Somfalvy Gergő, Szűcs Ágnes Viktória, Tarr Veronica, Tihanyi Noémi, Törőcsik Tamás, Tóth Zoltán.

#### 2004
Tébi Márta, Csadi Zoltán, Frumen Gergő, Gasparik Gábor, Gombás Viktória Rita, Hadik Miklós, Hódis Richárd, Kanizsay Anna, Lacsa Rita, Magda Dóra, Majnik Tamás, Major Boglárka, Nemes Krisztina, Nemes Szabina, Pisk Katalin, Sasvári Katinka, Sterr Judit Eszter, Szűcs Balázs, Tihanyi Ildikó, Tóth Máté, Tóth Réka, Végh Tibor, Veller Olga.

#### 2005
Alb Alexandra, Bálint Barbara, Dudás Péter, Farkas Erik, Gargya Balázs, Gombos László, Héra Veronika, Köles László, Mikló Héra, Mészáros Laura, Mozsár Attila, Péter Zsolt, Rárósi Anita, Ruszó Éva, Szőke Rita

#### 2007
Abdullin Sardar Tagirovics, Ambruzs Ádám, Bittner Anett, Bazsik Dia, Gellérfy Zsuzsa, Gulyás István, Goletz Nikolett, Gyuricza Mikolt, Hajduk Zsuzsa, Kánya Gyöngyi, Liebhaber Katalin, Maixner Ágnes, Marczinka Diána, Ördögh János, Palotás Ágnes, Pap Alexandra, Papp Annamária, Rumanóczky Anett, Szabó József, Székely Lóránt, Szögi Csaba, Szűcs Orsolya, Umbráth László, Zsugonits Enikő.

#### 2008
Davidovics Adrienn, Északi Tamás, Gócza Fanni, Kerkay Rita, Kovács Márton, Kovács Miklós (†), Reizer Veronika, Sági Bernadett, Szakter Viktória, Szitás Balázs, Szűcs-Szabó Máté, Vajda Izabella.

#### 2009
Bikki Gábor, Csáki Péter, Cseh Adrienn, Dézsi Darinka, Dib Mariann, Dobszai Eszter, Eszes Szabolcs, Pálinkás Krisztina, Sipos György, Somogyi Tímea, Tóth Mónika, Tóth Orsolya, Varga László.

#### 2010
Ágoston László, Aszódi Anett, Baranyai Péter, Császár Zsófia, Csecsetka Dóra, Csizmarik Dóri, Erdélyi Andrea, Grósz Attila, Hajnal János, Honecz István, Jáger Balázs, Jenei Gábor, Kovács Károly, Lakatos Ádám, László Emánuel, Pasztusics Enikő, Pohánka Gerda, Pozsogár Tünde, Szabó Orsolya, Tóth Dávid.

#### 2011
Balogh Fanni, Belina Tamás, Bókkon Tímea, Buzás Csilla, Czakó Roland, Győző-Molnár Kata, Komlósi András, Lehel Katalin, Máté Dorina, Nagy Orsolya, Olasz Anina, Orbán Ádám, Rajtó Milán, Simcsák Huba, Szerémi Dániel

#### 2012
Angyal Dávid Zsolt, Barabás Fanni, Bárdos Eszter, Berdár Ágnes, Kuberko Enikő, Major Nóra, Mester Nikolett, Pollák Orsolya, Szakcsi Ákos, Szilágyi Tamás.

#### 2013
Bolgár Pál, Dömök Edina, Hetesi Beatrix, Jakab Cintia, Juhász Dénes, Karvalics Márton, Lipták Gábor, Marczinka Mátyás, Szarvas Balázs, Szegedi Tamás, Valu Rebeka, Vucsics Virág.

#### 2014
Horváth Viktor, Kanyar Dzsenifer, Kolarics Andrea, Körmöndi Larina, Rácz Renáta

#### 2015
Bódi Georgina, Honecz István, Kocsis Gábor, Léránt Szandra, Márfi Márk, Mezei Enikő, Szigeti Szilvia; Czimmermann Kitti, Kiss Karolina, Krutilla Fruzsina

### Jelenlegi diákjai
Barna Vanessza, Kocsis Barbara, Mazik Anna, Szélyes Mónika, Szíjártó Aurélia, Talján Violetta, Winkler Réka.